# Parides neophilus
Parides neophilus är en fjärilsart som först beskrevs av Carl Geyer 1837.  Parides neophilus ingår i släktet Parides och familjen riddarfjärilar. Inga underarter finns listade i Catalogue of Life.

## Bildgalleri

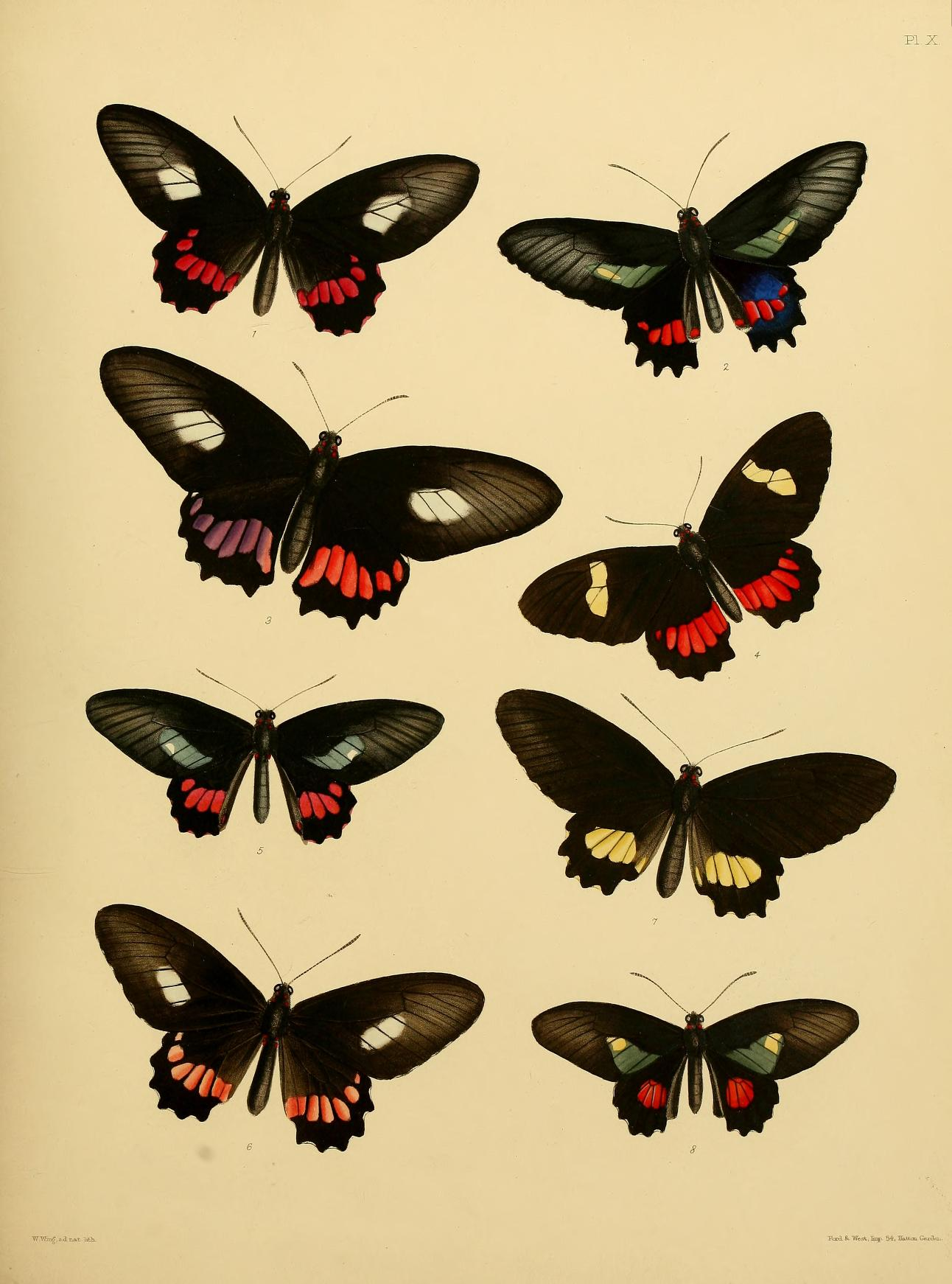
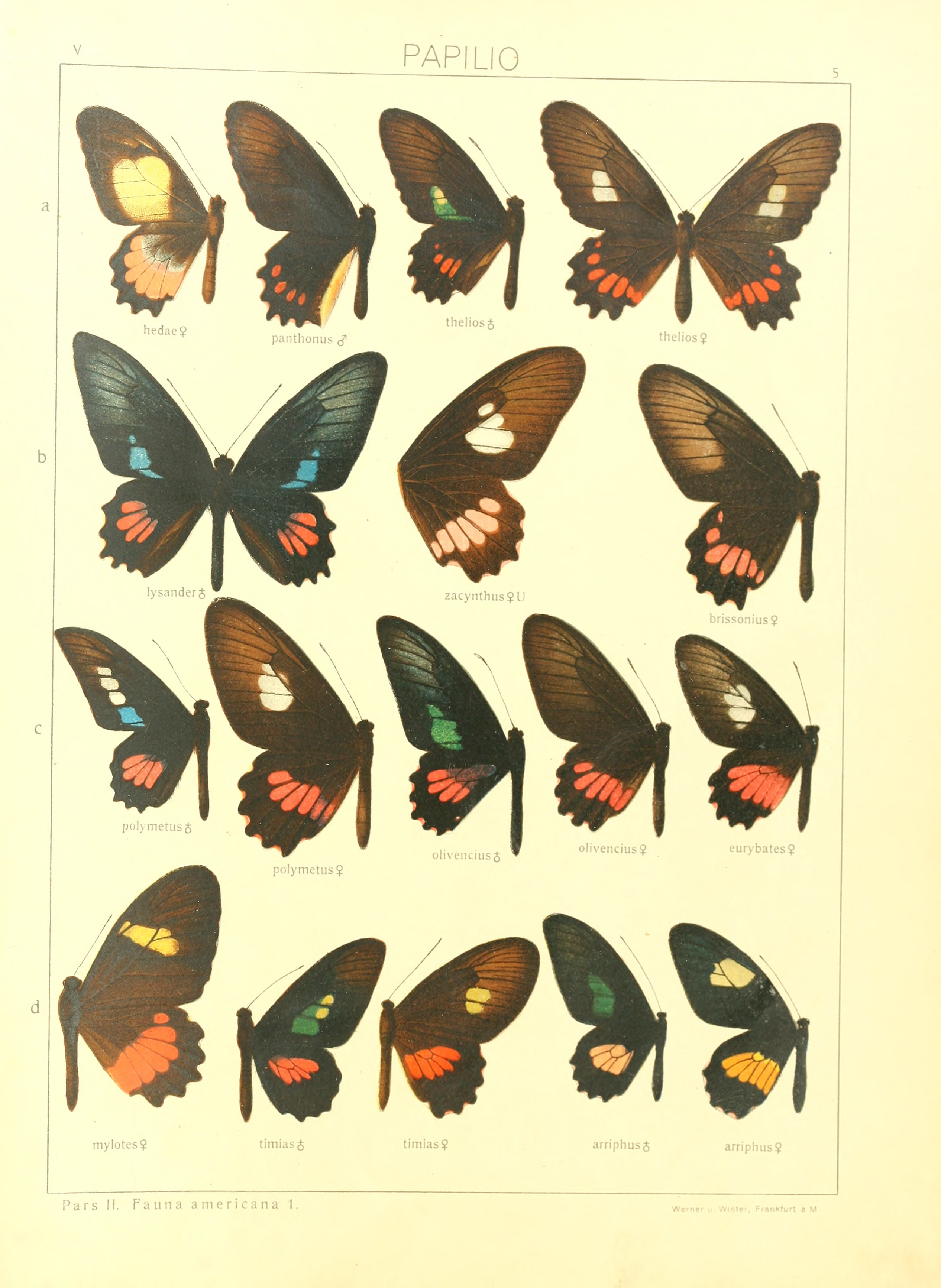
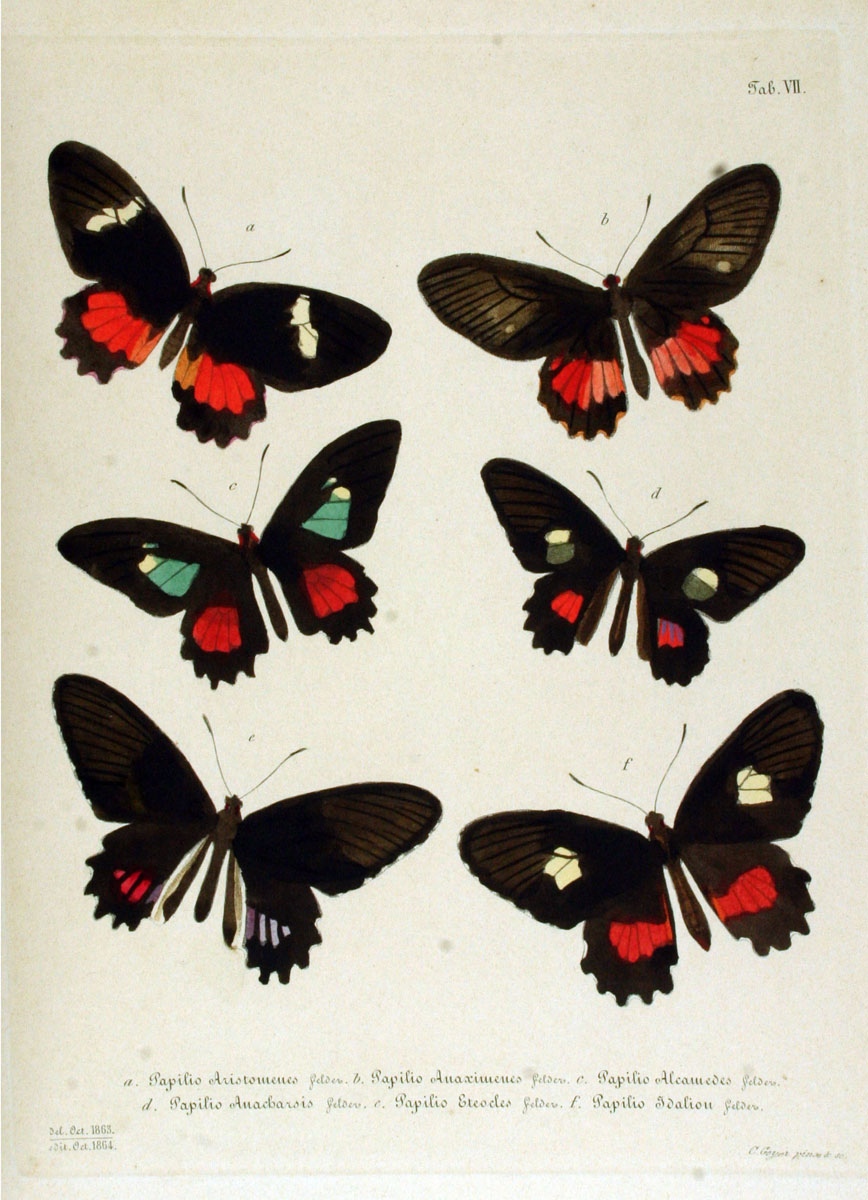
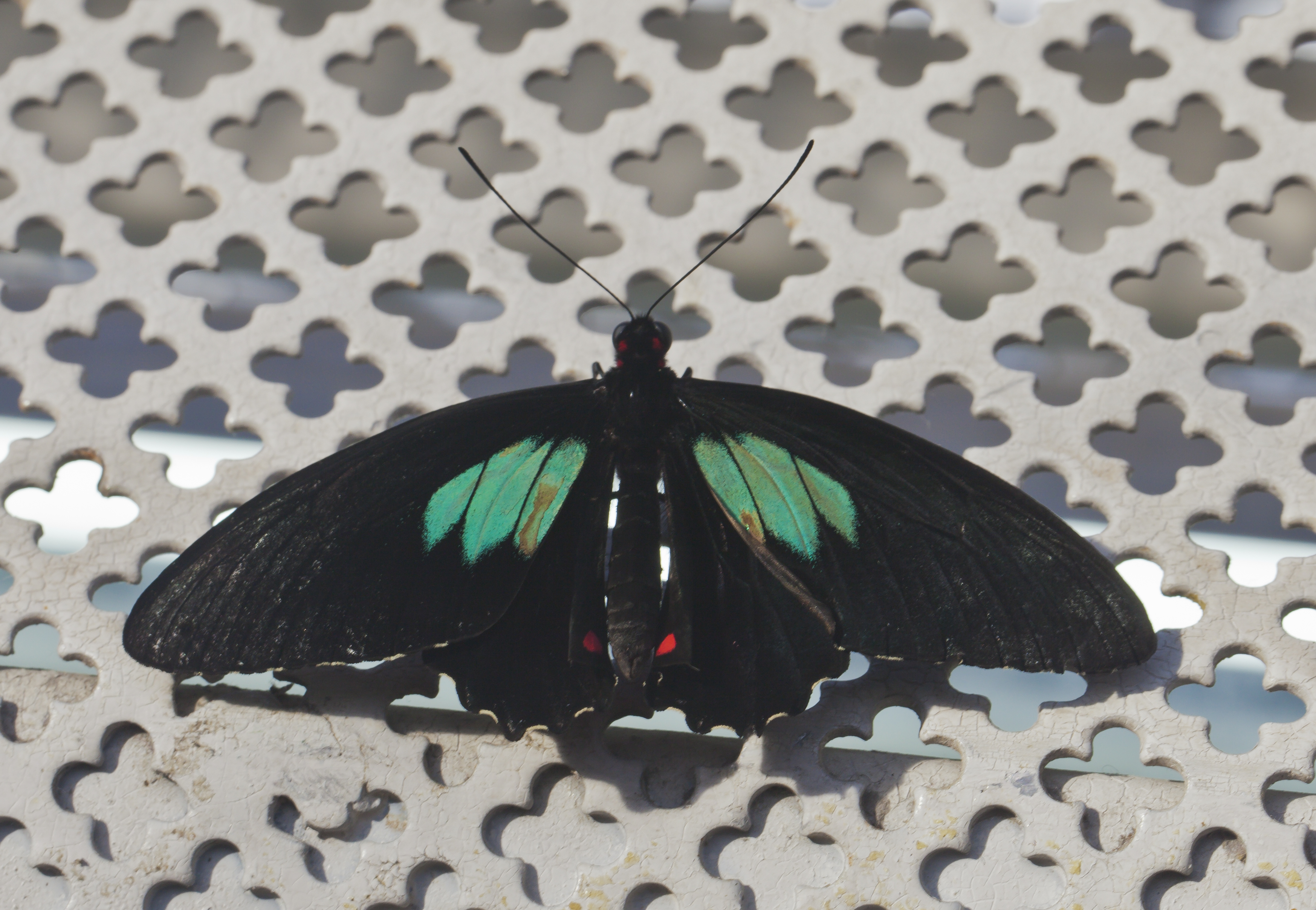
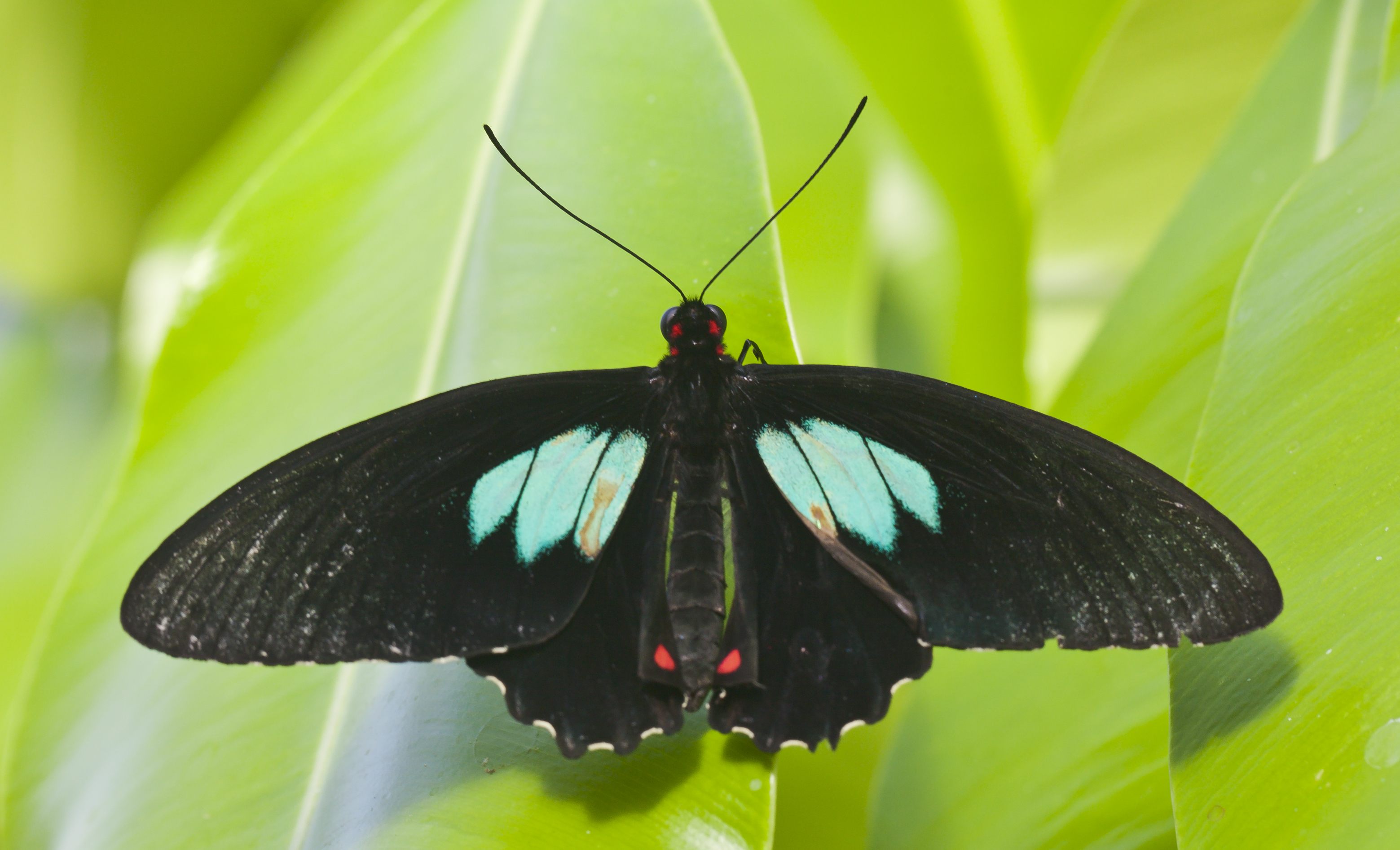